# Lysithea
Lysithea (JX) är en av Jupiters månar. Den upptäcktes 1938 av Seth Barnes Nicholson vid Mount Wilson-observatoriet. Lysithea är cirka 36 km i diameter och roterar kring Jupiter på ett avstånd av cirka 11 717 000 km. En rotation tar ungefär 259 dygn.
Lysithea fick inte sitt nuvarande namn förrän 1975; innan dess var den enbart känd som "Jupiter X". I den grekiska mytologin var Lysithea dotter till Okeanos och älskades av Zeus.
Den tillhör Himalia-gruppen som består av fem månar som roterar kring Jupiter mellan de galileiska månarna och de yttre månarna på ett avstånd mellan 11 000 000 km och 13 000 000 km med en lutning på cirka 27,5°.